# Antoine Bussy
Antoine Alexandre Brutus Bussy (Marsiglia, 29 maggio 1794 – Parigi, 1º febbraio 1882) è stato un chimico francese che studiò principalmente prodotti farmaceutici.

## Biografia
Antoine Bussy entrò a far parte dell'École polytechnique nel 1813, e seguì i corsi di Pierre Jean Robiquet, il grande chimico francese che doveva compiere importanti progressi in biochimica (isolò il primo amminoacido mai identificato, l'asparagina, nel 1805–1806), nei coloranti industriali (isolò e identificò l'alizarina, il più famoso e il primo colorante rosso industriale moderno) e la raccolta di farmaci moderni (isolò, identificò e avviò la produzione di massa di codeina, 1832). Robiquet fu il suo insegnante e lo seguì anche nella sua carriera di ricercatore chimico e in quella di farmacista. Nel 1831 Antoine Bussy pubblicò Mémoire sur le Radical métallique de la Magnésie dove descrisse un metodo per preparare il magnesio riscaldando il cloruro di magnesio e il potassio in un tubo di vetro. Quando veniva rimosso il cloruro di potassio rimanevano piccoli globuli di magnesio.

## Opere
- Éloge de Pierre Robiquet, Journal de Pharmacie, aprile 1841, pp. 220-242
- Mémoire sur le Radical métallique de la Magnésie
- (FR) A. Bussy e A.-F. Boutron Charlard, Traité des moyens de reconnaître les falsifications des drogues simples et composées et d’en constater le degré de pureté, Paris, Thomine, 1829,  p. 507.